# El río que nos lleva (película)
El río que nos lleva es una película española de género dramático estrenada en 1989, dirigida por Antonio del Real y protagonizada en los papeles principales por Alfredo Landa, Tony Peck y Eulalia Ramón.
La película fue considerada de interés cultural por la Unesco y está basada en la novela homónima publicada en 1961 por el escritor José Luis Sampedro.
La película no tuvo en España el éxito que obtuvo internacionalmente, donde llegó a ser premiada hasta en diez ocasiones. Cabe destacar que Antonio del Real obtuvo por ella el Premio al mejor director de manos de la Asamblea de Directores, Realizadores Cinematográficos y Audiovisuales de España y, su protagonista, Alfredo Landa, fue nominado como mejor actor protagonista en los Premios Goya de 1990.

## Sinopsis
Hacia mediados de los años cuarenta, se trasladó por el río Tajo el último envío de troncos desde Peralejos de las Truchas hasta Aranjuez. La historia es la aventura de la última «maderada» en el río Tajo. Roy Shannon, un irlandés de 32 años, ha vivido los desastres de la Segunda Guerra Mundial y ha perdido la fe en los hombres. Camino de Inglaterra llega a España en busca de sus orígenes. Se encuentra con una atractiva mujer llamada Paula que le lleva hasta un campamento donde conoce a los gancheros: unos hombres primitivos, valientes y generosos comandados por un hombre al que todos llaman El Americano.

## Reparto
| Actor/Actriz           | Personaje          |
| ---------------------- | ------------------ |
| Tony Peck              | Roy Shannon        |
| Alfredo Landa          | El Americano       |
| Fernando Fernán Gómez  | Don Ángel          |
| Santiago Ramos         | Dámaso             |
| Eulalia Ramon          | Paula              |
| Juanjo Artero          | Rubio              |
| Mario Pardo            | Seco               |
| Antonio Gamero         | Cacholo            |
| Ovidi Montllor         | Cuatrodedos        |
| Concha Cuetos          | Cándida            |
| María Elena Flores     | Hermana de Benigno |
| Ana Frau               | Manuela            |
| Blanca Jara            | Niña menor         |
| Aldo Sambrell          |                    |
| Avelino Cánovas        | Ciego              |
| Manuel Salgueró        | Benigno            |
| Richard Dobeson        | Enmascarado        |
| Julio Fernandez        | El Coleta          |
| Felipe García Vélez    | Negro              |
| Mikel Garmendia        | Constantino        |
| Miquel Insua           | Antonio            |
| Johnny Aranguren       | Picador 1          |
| Francis García         | Picador 2          |
| Julio Vélez            | Picador 3          |
| Luis Barboo            | Guardia Civil      |
| Pedro Pablo Gómez      | Guardia Civil 2    |
| Pedro Basanta          | Barbero            |
| Paco Catalá            | El Chepa           |
| Carmen Liaño           | Estrella           |
| Rosa Morales           | Emilia             |
| Pilar Ruiz             | Agustina           |
| Ricardo Beiro          |                    |
| Tomás Martín           |                    |
| José Yepes             |                    |
| Fernando Sánchez Dragó |                    |